# 聞かせてよ愛の言葉を
『聞かせてよ愛の言葉を』（きかせてよあいのことばを）は、津雲むつみによる日本の漫画作品、またそれを原作としたテレビドラマ。『YOU』（集英社）にて2002年より2004年まで連載された。単行本はクイーンズコミックスより全5巻。

## あらすじ
佐野千尋は夫の康宏を交通事故で失うが、やがて事故時に車を運転していた後藤克也と恋に落ちる。しかし、克也は会社の社長令嬢・美香との婚約話が進んでいるほか、血が繋がっていない妹・万里からも恨まれ、さまざまな妨害を受ける。

## テレビドラマ
2005年2月21日から2005年4月1日まで、TBSテレビ系『愛の劇場』で放映されたドラマ。1980年代の大映ドラマを支えた二大俳優である伊藤かずえと松村雄基が、1986年の『ポニーテールはふり向かない』（TBSテレビ系）と『花嫁衣裳は誰が着る』（フジテレビ系）以来、TBSテレビにて19年ぶりに共演した。ナレーターにも、フジテレビ系大映ドラマのナレーターであった来宮良子を起用した。『愛の劇場』の枠にもかかわらず、かつての大映ドラマにみられた演出や演技、脚本などの特徴が際立ったドラマである。
TBSチャンネルの再放送におけるタイトルは、「大映テレビドラマ『聞かせてよ愛の言葉を』」となっている。

### キャスト
- 佐野千尋 - 伊藤かずえ
- 後藤克也 - 松村雄基
- 佐野万里 - 濱田万葉
- 相原美香 - 山口あゆみ
- 佐野康宏 - 石橋保
- 吉岡健二 - 井之上チャル
- 橋田彰浩 - 唐渡亮
- 相原昭三 - 森次晃嗣
- 後藤麻子 - 新藤恵美
- 前田敏彦（赤いパーカーの男） - 充吉修介
- 山下智行 - 萬雅之
- 安倍（医師） - 江藤潤
- 佐野洋介（千尋の父） - 寺泉憲
- 佐野志保（千尋の母） - 兎本有紀
- アンディ -（犬）
- ナレーション - 来宮良子

### スタッフ
- 企画 - 安倍純子、渡部宗一
- 脚本 - 吉本昌弘、緒方彩子
- 音楽 - 櫻井真一
- 主題歌 - 和田アキ子「帰り来ぬ青春 readymade mix 2004」

訳詞：津坂浩／作曲：ジョルジュ・ガルヴァランツ／編曲：小西康陽
- プロデューサー - 佐野奈緒子
- 監督 - 松生秀二、合月勇、江崎実生
- 製作 - 大映テレビ、TBS

## 書誌情報
- 津雲むつみ『聞かせてよ愛の言葉を』集英社〈クイーンズコミックス 〉全5巻

1. 2003年2月19日発売、ISBN 978-4-08-865117-0
2. 2003年7月18日発売、ISBN 978-4-08-865137-8
3. 2003年12月18日発売、ISBN 978-4-08-865164-4
4. 2004年5月19日発売、ISBN 978-4-08-865206-1
5. 2004年9月16日発売、ISBN 978-4-08-865233-7